# Église des Bigi
L'église des Bigi (chiesa dei Bigi), dédiée à sainte Claire, est une église désacralisée de Grosseto, en Italie. L'église est annexée à l'ancien couvent des Clarisses et abrite une partie du Musée collection Gianfranco-Luzzetti.

## Histoire
L'église a été consacrée en 1634 et était à l'origine un oratoire dédié à l'Annonciation annexée a le couvent des Clarisses ; l'oratoire fut dédié à sainte Claire d'Assise par l'évêque Cesare Ugolini en 1692.
Après la suppression du couvent dans la seconde moitié du XVIIIe siècle, en 1796 l'église fut confiée à la direction de la compagnie des Saints-Ludovico-et-Gherardo, dont les membres s'appelaient Bigi d'après la couleur gris cendré de leurs vêtements.
Restaurée en 1977, l'église a été utilisée par le diocèse et la municipalité de Grosseto à des fins culturelles. Depuis 2019, elle abrite une partie du Musée collection Gianfranco-Luzzetti.